# Pyglet
Pyglet – biblioteka graficzna i multimedialna przeznaczona do tworzenia gier komputerowych oraz aplikacji multimedialnych w języku Python.
Pyglet napisany jest w czystym Pythonie, w przeciwieństwie do podobnej biblioteki dla Pythona Pygame, opartej na bibliotece SDL.
Do głównych cech pyglet należą:
- Brak zewnętrznych zależności, oraz wymagań instalacyjnych. Dla większości zastosowań potrzebny jest tylko Python.
- Obsługa wielu okien i wielu monitorów.
- Obsługa wielu formatów obrazu, dźwięku i wideo. Opcjonalnie można go rozszerzyć dodatkowo o obsługę formatów dźwięku: MP3, OGG/Vorbis i WMA oraz wideo: DivX, MPEG-2, H.264, WMV i Xvid. Dodając pakiet AVbin.